# Damlasu İkizoğlu
Damlasu İkizoğlu (* 8. Juli 1997 oder 1998 in Antalya) ist eine türkische Schauspielerin.

## Leben und Karriere
Damlasu İkizoğlu wurde am 8. Juli in Antalya geboren. Sie studierte an der Marmara-Universität. Danach setzte sie ihr Studium an der Müjdat Gezen Sanat Merkezi fort. Ihr Debüt gab sie 2018 in dem Fernsehfilm Mirasyedi. Anschließend war sie 2020 in der Fernsehserie Babil zu sehen. Unter anderem bekam sie 2021 eine Rolle in der Serie Kardeşlerim. Außerdem wurde İkizoğlu 2022 für die Serie Baba gecastet.

## Filmografie (Auswahl)
- 2018: Mirasyedi (Film)
- 2020: Babil (Fernsehserie, 7 Episoden)
- 2021: Kardeşlerim (Fernsehserie, 29 Episoden)
- 2022: Baba (Fernsehserie, 30 Episoden)

## Theater
- 2015: Aslan Kral Müzikali
- 2017: Nereye Gidiyoruz
- 2019: Moliere: Küskün Aşıklar